# Муниципальное образование «Майск»
Муниципальное образование «Майск» — муниципальное образование со статусом сельского поселения в 
Осинском районе Иркутской области России. Административный центр — село Майск.

## Демография
По результатам Всероссийской переписи населения 2010 года, 
численность населения муниципального образования составила 1190 человек, в том числе 582 мужчины и 608 женщин.

## Населенные пункты
В состав муниципального образования входят населенные пункты
- Майск
- Абрамовка[2]